# Fish京子ちゃん
fish京子ちゃん（フィッシュきょうこちゃん）とは、彫刻家である「amigo」こと西村浩幸が、現代社会に危機感を感じて描きだした、社会風刺4コマ漫画『fish京子ちゃん KY劇場』のキャラクターである。

## 概要
『fish京子ちゃん KY劇場』作中では、キャラクターであるfish京子ちゃんとその娘クララが4コマ漫画を通し、原発や教育、医療問題などの世の中のあらゆる問題に疑問を投げかけていく様子が描かれている。
また、この作品に共感した他のアーティストたちが、個人の作品にfish京子ちゃんを登場させるなどして、「fish京子ちゃんプロジェクト」という活動も行われている。

## プロジェクトの趣旨
作中に登場する主人公のfish京子ちゃんは、現代社会における、経済や人の価値観、趣味趣向などの複雑な絡み合いの中で溢れかえる、指導者達の言葉巧みな情報に、疑問を抱いている。
『fish京子ちゃん KY劇場』の中では、「原発」や「食」、「医療」について主に触れられている。
その中で、読者へのメッセージとして強く提示されていることは、「こころに疑問（はてな）を持つこと」である。「抜け出せ！言葉の魔術師から！」をテーマに4コマ漫画はすすめられている。
また、このプロジェクトは、美術家集団・象鯨により運営されており、『芸術を広める』ことを中心に行われている。彫刻家や画家、ミュージシャンを始め、様々なアーティストがプロジェクトに参加している。このプロジェクトにおいて伝えたいことは、「疑問を持ち、自分で考え、自分で行動する」ということ。

## キャラクター

### fish京子
- イタリア系日本人
- 4人兄弟（兄2人、弟1人）
- 旦那不明
- 娘・クララは20歳の時の子供

### クララ
- 8歳の少女
- fish京子ちゃんの一人娘
- fish京子ちゃんとは姉妹のような関係
- fish京子ちゃんより、冷静な判断力を持つ。

## 活動内容
ホームページ、Facebook、Twitter、各所展覧会等で活動

### 展覧会
- 2012年7月　つくらしギャラリー（沖縄県恩納村）
- 2013年5月　さつまや食堂2F　屋根裏ギャラリー（鹿児島県伊佐市）
- 2013年6月　～かえるすたいる～Yamaminn（鹿児島県垂水市）
- 2013年7月　世代工房（神奈川県大磯町）
- 2013年8月　スペース楠樟（神奈川県湯河原町）
- 2013年9月　パブリッシングアンドブックセラーズ（東京都渋谷）、ONE（福岡県福岡市）
- 2013年11月　ギャラリーtom（渋谷松濤）
- 2014年5月　CCAA（四谷）

### ワークショップ
石に絵を彫る、デッサン道場、その他

## テーマソング
SSWである青羊のソロユニット けものの1stフルアルバム「LE KEMONO INTOXIQUE」（菊地成孔プロデュース）に2曲収録。（テーマソングA、テーマソングB）